# ペテン師と詐欺師
『ペテン師と詐欺師』(DIRTY ROTTEN SCOUNDRELS)は2005年初演、脚本ジェフリー・レイン、音楽・作詞デイヴィッド・ヤズベクによるブロードウェイ・ミュージカルである。

## 概要
原作は1988年のハリウッド映画『ペテン師とサギ師/だまされてリビエラ(Dirty Rotten Scoundrels)』（監督：フランク・オズ、主演：マイケル・ケイン、スティーヴ・マーティン）
2005年度トニー賞にてフレディ役のノーバート・レオ・バッツが最優秀ミュージカル主演男優賞を受賞している。
2004年9月22日にカリフォルニア州サンディエゴでプレビュー。2005年3月14日にブロードウェイにて上演が始まり、2006年9月3日までに666回上演された。メキシコ、スペイン、ドイツ、デンマーク、フィンランド、アイスランド、スウェーデン、ノルウェーと世界各地で公演されている。

## あらすじ
南フランスの高級リゾート地リビエラが舞台。
裕福な女性をたらしこんでは大金を騙し取っている、英国紳士風の上品な詐欺師ローレンスは、上手く縁を切れなかった騙し相手、大金持ちの未亡人ミュリエルから逃れるようにリビエラへ向かう汽車の中で、アメリカから来た粗野なペテン師フレディと出会う。フレディはローレンスが才能も経験もある詐欺師だと知り、弟子入りする。大金持ちの娘ジョリーンを二人して騙すものの、性格だけでなく何もかもが違う二人はやがて仲違いをし、互いの技量と縄張りをかけて争うことになる。
それはリビエラに旅行に来ている「アメリカソープクイーン(石鹸の女王)」クリスティーンから50,000ドルを騙し取ること。
敗者はリビエラから去る、という条件の下、詐欺師とペテン師の二人がクリスティーンを巡り火花を散らす。

## 日本公演
2006年10月にリニューアルオープンした天王洲 銀河劇場の杮落とし公演として上演され、鹿賀丈史と市村正親が劇団四季時代以来ミュージカルでは27年ぶりに共演することでも話題になった。
演出/宮田慶子、翻訳/常田景子、訳詞/森雪之丞
- 初演
  - 2006年10月6日   11月5日　天王洲 銀河劇場
  - 2006年11月8日 - 11月12日　梅田芸術劇場
  - 2006年11月17日- 11月19日　愛知厚生年金会館

- 再演
  - 2008年1月5日 - 29日　日生劇場
  - 2008年2月7日 - 9日　愛知厚生年金会館
  - 2008年2月15日 - 17日　広島厚生年金会館
  - 2008年2月20日 - 24日　北九州芸術劇場
  - 2008年2月28日 - 3月2日　兵庫県立芸術文化センター

### 日本公演キャスト
- ローレンス(英国紳士風の詐欺師)：鹿賀丈史
- フレディ(アメリカ生まれのペテン師)：市村正親
- クリスティーン(清純な令嬢)：奥菜恵／ソニン
- ミュリエル(大金持ちの未亡人)：愛華みれ
- ジョリーン(大金持ちの娘)：高田聖子／香寿たつき
- アンドレ(ローレンスの相棒)：鶴見辰吾

※後者は2008年再演キャスト
2019年9月に新橋演舞場で福田雄一の演出により上演される予定である。
- フレディ・ベンソン：山田孝之
- ローレンス・ジェイムソン：石丸幹二
- クリスティーン・コルゲート：宮澤エマ
- ミュリエル・ユーバンクス：保坂知寿
- ジョリーン：大和田美帆
- アンドレ・チボー：岸祐二